# گرنوت تراونه
گرنوت تراونه (انگلیسی: Gernot Trauner؛ تلفظ آلمانی: [ˈɡeːɐ̯noːt ˈtʁaʊ̯nɐ]; زادهٔ ۲۵ مارس ۱۹۹۲) بازیکن فوتبال اهل اتریش است.
از باشگاه‌هایی که در آن بازی کرده‌است می‌توان به باشگاه فوتبال رید و باشگاه فوتبال لاسک اشاره کرد.
وی همچنین در تیم‌های ملی فوتبال زیر ۲۱ سال اتریش و اتریش بازی کرده‌است.